# Russisch-Deutsche Legion
Die Russisch-Deutsche Legion war ein auf Anregung des vertriebenen Herzogs von Oldenburg, Peter Friedrich Ludwig, und im Auftrag von Zar Alexander I. errichtetes Truppenkontingent.

## Aufstellung
Die Legion wurde 1812 auf Anregung Herzogs Peter Friedrich Ludwig von Oldenburg vom Zaren in Russland aufgestellt. Sie stand in russischen Diensten, wurde aber vom Verbündeten Großbritannien bezahlt und ausgerüstet und sollte den Freiheitskampf gegen Napoleon unterstützen. Als Hauptpropagandist zum Eintritt in die Legion wirkte Ernst Moritz Arndt, der Privatsekretär des in russischen Diensten stehenden Freiherrn vom Stein. Er hielt sich 1812 in Petersburg auf und rief zum patriotischen Freiheitskampf gegen die französische Besatzung in Deutschland auf.
Mit Flugblättern sollten deutsche Soldaten zum Überlaufen bewegt werden. Ehemalige preußische Offiziere, nun in russischen Diensten, versuchten dies auch direkt an der Front. Der Oberstleutnant Tiedemann wurde dabei erschossen. Im Juli 1812 stießen 30 holländische Garde-Ulanen zur Legion. Später folgten 50 preußische Infanteristen und 40 Husaren, die im Raum Riga in Gefangenschaft geraten waren. Ein preußisches Jägerbataillon lief am 22. August fast geschlossen über. Mitte Oktober wurde die Legion nach Finnland verlegt und verlor bei einem Schiffbruch ihre gesamte Ausrüstung. Ende Dezember bestand die Legion angeblich aus etwa 4.000 Mann. Ein Rapport vom 10. Dezember gibt die Stärke niedriger an: 1.618 Mann, 477 krank, 68 kommandiert, 48 Offiziere, 5 krank und 4 kommandiert. In Russland herrschte zu der Zeit eine Typhusepidemie, deshalb die hohe Zahl an Kranken. Bereits in den Monaten davor hatte die Legion viele Soldaten durch diese Krankheit verloren.

## Gliederung und Stärke
In der Legion dienten als Oberbefehlshaber Generalleutnant Ludwig von Wallmoden-Gimborn (ab 26. Juni 1813), als Brigadiere Oberst Wilhelm von Arentschildt und Generalmajor Wilhelm von Dörnberg sowie als Chef des Generalquartiermeisterstabes Oberstleutnant Carl von Clausewitz. Adjutant des Oberbefehlshabers war Werner von Haxthausen.
Die Russisch-Deutsche-Legion bestand insgesamt aus 8 Bataillonen Infanterie, 1 Kompanie Jäger, 2 Regimentern Husaren und 2 reitenden Batterien mit insgesamt 9.379 Soldaten. Doch konnten im Juni 1813 erst 5.000 Mann aus Russland zum Kriegsschauplatz abgehen. Die russischen Zeughäuser waren durch den Krieg erschöpft und konnten nur 1.500 Gewehre zur Verfügung stellen. Somit hatte nur etwa jeder dritte Soldat ein Gewehr. Die Gewehre waren nur ausgeliehen und mussten in Königsberg wieder abgegeben werden.

### Infanterie

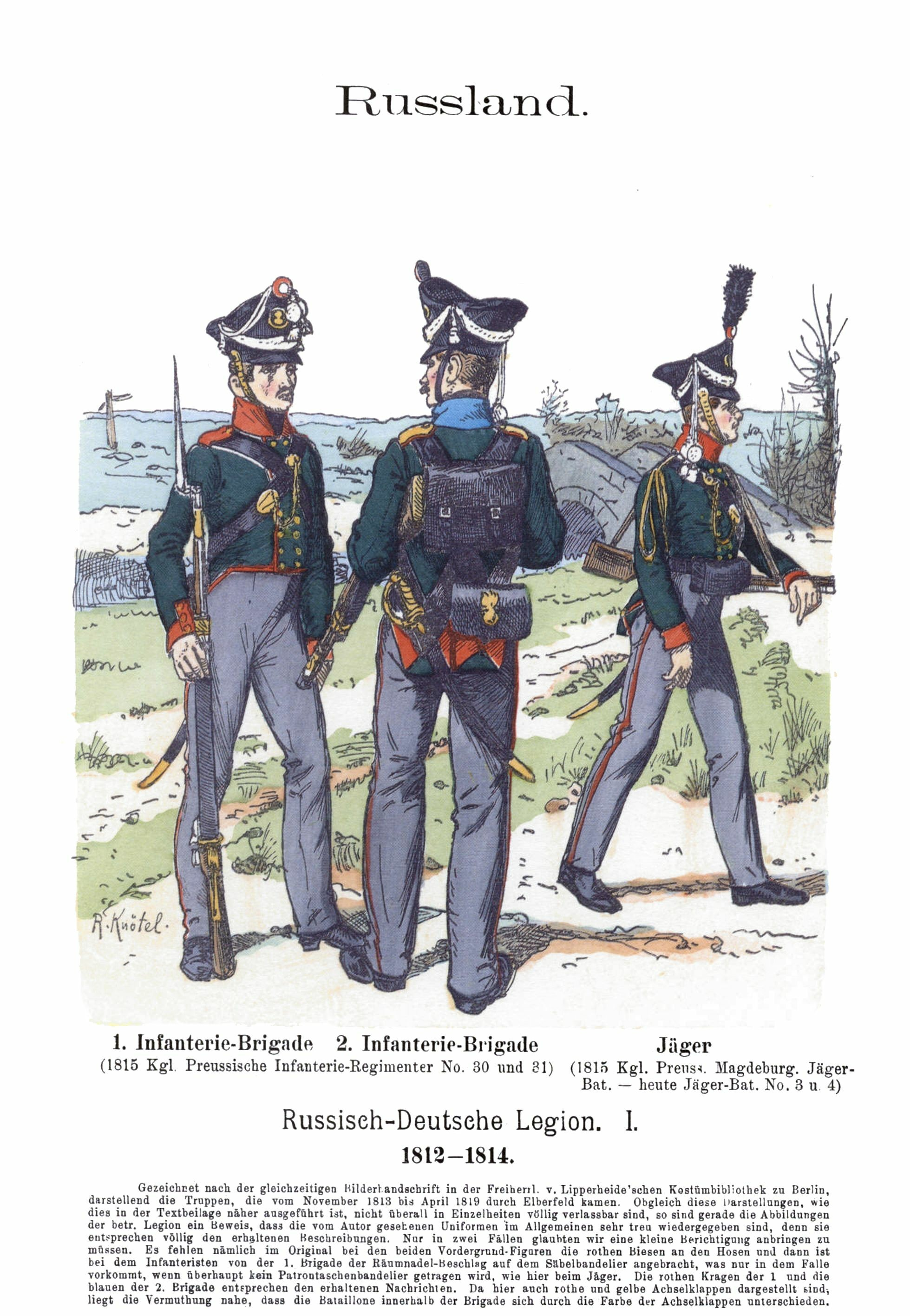
Soldat der 1. Infanterie-Brigade (links), Soldat der 2. Infanterie-Brigade (Mitte) und Jäger (rechts)

1. Bataillon – Kommandeur Capitain von Natzmer I, ab 16. August 1813 Capitain von Schaper. Von Juli bis September 1812 in Reval errichtet. Die Mehrzahl der Soldaten waren Preußen, dazu kamen einige Holländer. Im April 1815 Übertritt in preußische Dienste als
1. Bataillon des Infanterieregiments Nr. 30.
2. Bataillon – Kommandeur Major von Fircks. Errichtet September 1812 bis Februar 1813 in Walk. Das Bataillon bestand aus Preußen, Bayern und Holländern. Bildete ab April 1815 das 2. Bataillon im preußischen Infanterieregiment Nr. 30.
3. Bataillon – Kommandeur Oberstleutnant Wardenburg, ab 17. Februar 1814 Capitain von Tiedemann I. Das Bataillon wurde von Februar bis März 1813 in Mitau errichtet. Ab April 1815 als 2. Bataillon des Infanterieregiments Nr. 31 in preußischen Diensten. Die Soldaten kamen hauptsächlich aus den Kontingenten der kleineren deutschen Staaten sowie aus dem Königreich Westphalen.
4. Bataillon – Kommandeur: Major von Horn. Von März bis Mai 1813 in Königsberg errichtet. Bestand fast ausschließlich aus Westfalen.
5. Bataillon – Kommandeur Capitain von Dobschütz. Gebildet Mai bis Juni 1813 in Königsberg. Die Soldaten kamen aus verschiedenen deutschen Ländern, wobei es sich fast ausschließlich um Rekonvaleszenten handelte. Es gelang nie die militärische Zucht und Ordnung herzustellen. Am 11. Dezember 1813 wurde das Bataillon wegen Feigheit vor dem Feind aufgelöst.
6. Bataillon – Kommandeur: Capitain von Natzmer II. Entstand in Landsberg/Warthe am 29. und 30. Juni 1813. Die Soldaten kamen aus dem königlich-sächsischen Regiment Prinz Maximilian und trugen vorerst weiter ihre sächsischen Uniformen. Übertritt in preußische Dienste im April 1815 als Füsilier-Bataillon des Infanterieregiments Nr. 31.
7. Bataillon – Kommandeur Major von Reiche. Wurde in Langenbielau und Dömitz von Juli bis Oktober 1813 errichtet. Das Bataillon bestand aus Deserteuren sowie aus Coburgern, Sachsen und Westfalen. Nach dem Übertritt in die preußische Armee Füsilier-Bataillon im Infanterie-Regiment Nr. 30.
8. Bataillon – Kommandeur: Capitain von Gregersdorf. Beginn der Errichtung des Bataillons ab September 1813 in Brandenburg. Wurde lediglich als Ersatzbataillon betrachtet, da es nie seine volle Stärke erreichte.
Jägerkompanie – Kommandeur: Unterleutnant Müller I. Mit der Errichtung der Kompanie begann man im August 1812 in Reval. Abgeschlossen wurde die Bildung der Einheit erst im Januar 1813 in Borgo. Die Soldaten kamen aus Preußen. Ab dem 9. August 1813 bildete die Einheit den Stamm des 3. preußischen Jäger-Bataillons.

### Kavallerie

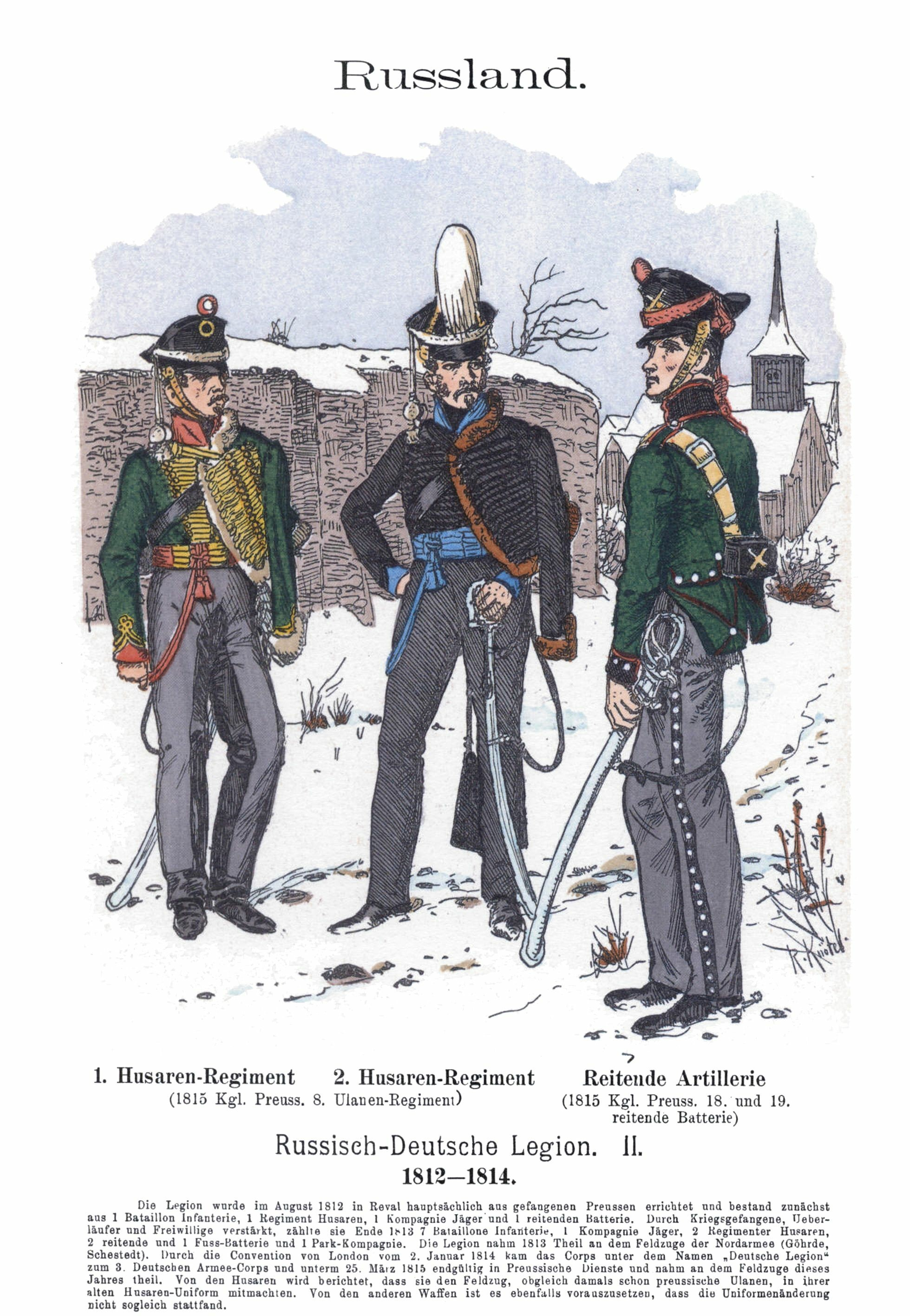
Soldat des 1. Husaren-Regiments (links), Soldat des 2. Husaren-Regiments (Mitte) und Soldat der Reitenden Artillerie (rechts)

1. Husarenregiment – Kommandeur Oberstleutnant Alexander Wilhelm von der Goltz. Mit der Errichtung des Regiments begann man im August 1812 in Reval. Beendet wurde sie im Januar 1813 in Zarskoje Selo, nahe St. Petersburg. Die Soldaten kamen aus Ostpreußen, Litauen, Württemberg, Sachsen, Bayern, Kur- und Livland. Dazu kamen einige Deutsche aus St. Petersburg. Übernahme in die preußische Armee als 1. und 2. Schwadron des preußischen Ulanen-Regiments Nr. 8.
2. Husarenregiment – Kommandeur Graf Friedrich von Dohna I. Gebildet in Mitau und Königsberg von Februar bis Mai 1813. Bestand zu einem großen Teil aus ehemaligen Infanteristen, darunter Holländer, Kroaten, Illyrier, Polen, Schweizer und Franzosen. Die deutschen Soldaten aus diesem Regiment wurden am 20. April 1815 in die 3. und 4. Schwadron des preußischen Ulanenregiments Nr. 8 übernommen.

### Artillerie
Chef des Stabes der Brigade: Oberstleutnant Monhaupt
1. reitende Batterie – Kommandeur Premier-Leutnant Scheele, ab dem 11. Oktober 1813 Premier-Leutnant Ramaër Mit der Errichtung der Batterie wurde im August 1812 in Reval begonnen. Im Januar 1813 wurde sie in Pawlowsk beendet. Die Soldaten kamen fast ausschließlich aus der Infanterie. Im April 1815 in die preußische Armee als reitende Batterie Nr. 18 übernommen.
2. reitende Batterie – Kommandeur: Premier-Leutnant von Tiedemann II. Errichtet in Königsberg von April bis Mai 1813. Auch hier waren die Soldaten fast ausschließlich ehemalige Infanteristen. Ab April in preußischen Diensten als reitende Batterie Nr. 19.
Fußbatterie – Kommandeur Capitain von Magino. Errichtet in Barth von August bis Oktober 1813. Aufgelöst im August 1814.
Die Parkkompanie der Artillerie wurde im April 1815 als Munitionskolonne Nr. 19 in die preußische Armee übernommen.

## Kämpfe
Am 6. Juli übernahm Großbritannien nach dem Vertrag von Peterswaldau die Versorgung der Russisch-Deutschen Legion und erwarb dadurch das Recht, deren Verwendung zu bestimmen. Nun übernahm Ludwig von Wallmoden-Gimborn den Befehl. Die britische Armee stellte zwar ausreichend viele Gewehre zur Verfügung, diese waren aber zum Teil reparaturbedürftig. Die Legion war noch im August 1813 so schlecht ausgerüstet, dass man bei einer Inspektion durch den schwedischen Kronprinzen einen Teil der Soldaten versteckte. Kanonen und Haubitzen wurden erst im September geliefert. Die Legion stieß an die Niederelbe vor und kämpfte in Mecklenburg und Holstein. Das einzige nennenswerte Gefecht, an dem die Legion teilnahm, war die Schlacht an der Göhrde. Später nahm sie an der Belagerung von Harburg (Elbe) teil und marschierte weiter Richtung Niederlande. Mitte März 1814 überschritt sie den Rhein und kämpfte in Flandern, um Antwerpen zu blockieren.

## Preußische Oberhoheit
Nach der Rückkehr aus Frankreich 1814 wurde die Legion von Preußen übernommen, wobei aber die Kollaborateure kritisch gesehen wurden. Am 2. Juni 1814 erfolgte die Umbenennung in Deutsche Legion. 1814 zog die Legion nach Kurhessen und nahm dann bis 1815 Quartier im Bergischen.

## Auflösung
Nach der Rückkehr Napoleons von Elba am 26. Februar 1815 wurden die Soldaten in die Infanterieregimenter Nr. 30 und 31, das Ulanenregiment Nr. 8 und in die 18. und 19. reitende Batterie in den Verband des preußischen Heeres übernommen.
Am 18. April 1815 wurde die Legion aufgelöst.

## Literarische Aufarbeitung / Belletristik
Der Schriftsteller Martin Selber verarbeitet die Geschichte der Russisch-Deutschen Legion in seinem Roman Die Moorjäger (1989).